# Cala Pi (possessió)
Cala Pi és una possessió de la Marina de Llucmajor, Mallorca, situada devora la cala del mateix nom (Cala Pi).
La possessió de Cala Pi es troba entre el camí des Palmer i les possessions de Son Moro, Vallgornereta, Son Peixet i Capocorb Nou. És documentada el 1307. El 1398 era anomenada rafal dels Ametlers. El 1685 era dividida en denou propietats rústiques que pertanyien a les famílies Carbonell, Cardell, Garau, Mas, Noguera, Oliver, Pastor, Pons, Puig, Salvà de la Creu, Sanoguera i Tomàs. El 1702 era dividida entre tres propietaris: Pere Tomàs, Pere Oliver Coves i Miquel Tomàs.

## Jaciments arqueològics
En aquesta possessió s'hi troba el recinte cerimonial de ses Talaies de Cala Pi. Si bé està en mal estat de conservació, aquest conjunt té interès per la varietat de les seves construccions, associant talaiots quadrats i circulars amb túmuls, en un mateix conjunt. L'absència de talaiots quadrats en l'interior dels poblats, amb les úniques excepcions del proper poblat de Capocorb Vell i del de l'Hospitalet Vell a Manacor, s'uneix aquí amb la presència d'un gran túmul, per delatar el caràcter cerimonial del conjunt. A més, les restes d'una possible naveta d'habitació ens delaten que en aquest lloc ja hi havia activitat humana des de, almenys, el bronze antic (pretalaiòtic final).